# Administrationsøkonom
Administrationsøkonom er en toårig videregående uddannelse inkluderende tre måneders virksomhedspraktik. 
Målet er en tværgående forståelse for administration i både offentlige og private virksomheder og sektorer.

## Indhold
Uddannelsen består af en række obligatoriske fag samt valgfag. De obligatoriske elementer omfatter: Samfundsforhold (nationale og internationale), organisation, administration, jura og økonomi.